# Cardinal pyrrhuloxia
Cardinalis sinuatus
Espèce
Statut de conservation UICN

 LC  : Préoccupation mineure
Répartition géographique
Le Cardinal pyrrhuloxia (Cardinalis sinuatus) est une espèce de passereau de la famille des Cardinalidae, originaire du sud des États-Unis et du Mexique.

## Description morphologique

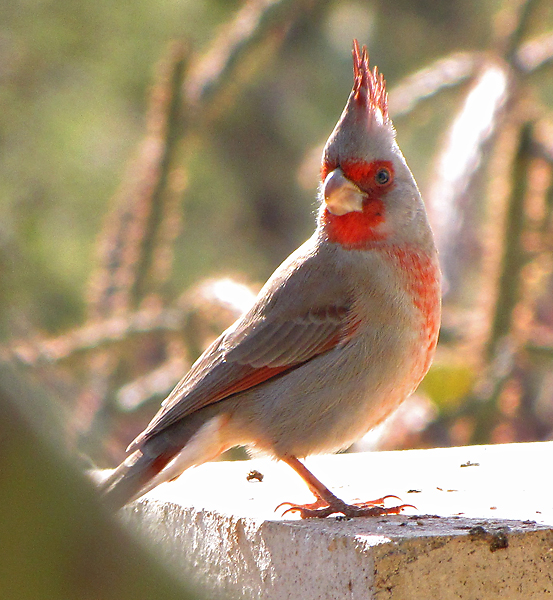
Cardinalis sinuatus ,Tucson, Arizona.

Cet oiseau de 19 ou 20 cm de longueur a la morphologie d'un cardinal, mais son bec ressemble à celui d'un perroquet. La couleur du bec est jaune en été et ivoire en hiver.
Le mâle est gris ; il porte une crête rouge incarnat et une bande rose au milieu de la poitrine et du ventre. Il présente de plus quelques traces de rouge sur les ailes et la queue.
La femelle est plus beige que grise, et présente quelques traces de rouge au niveau des yeux, de la crête, des ailes et de la queue.

## Comportement

### Alimentation
Omnivore, le Cardinal pyrrhuloxia se nourrit de graines et d'insectes.

### Relations sociales
Le chant de cet oiseau est essentiellement composé de deux notes : une sorte de "tou-îî, tou-îî, tou-îî" avec le "tou" plus grave que le "îî". Les cris d'appel sont de petits "tsi" courts, aigus et discrets. Lorsqu'il est dérangé, il s'envole vers un poste élevé, érige sa crête, et pousse un fort cri d'alarme assez perçant.

## Répartition et habitat
Il vit dans des habitats désertiques, généralement dans des broussailles de mesquites.
Son aire de répartition, essentiellement mexicaine, pénètre un peu au sud des États-Unis dans les États de l'Arizona, du Texas et du Nouveau-Mexique.

## Systématique
D'après Alan P. Peterson, cette espèce est constituée des sous-espèces suivantes :
- Cardinalis sinuatus fulvescens (Van Rossem) 1934
- Cardinalis sinuatus peninsulae (Ridgway) 1887
- Cardinalis sinuatus sinuatus Bonaparte 1838

## Le Cardinal pyrrhuloxia et l'homme
Le Cardinal pyrrhuloxia est considéré comme utile dans les champs de coton, car il consomme un grand nombre d'insectes ravageurs du coton, comme le charançon du coton ou les papillons du genre Helicoverpa, dont les larves occasionnent de sérieux dégâts sur les cultures.

### Médias externes
- Collection de bandes-sons (chant, appel) sur le site xeno-canto